# نبيل المالح
نبيل المالح (28 سبتمبر 1936 - 24 فبراير 2016)، مخرج وكاتب ومنتج سينمائي سوري، وكان متزوجا ولديه ثلاث أولاد، كما أنه كان عضوا في نقابة الفنانين منذ عام 1964.
عُرف على مر تاريخه الطويل، كمخرج أفلام روائية هامة، وكان من بين قلة من المخرجين، صنعوا هوية ما عرف بالسينما السورية.
ولعل شهرة أفلامه الطويلة التي نالت العديد من الجوائز الهامة في مهرجانات سينمائية عربية وعالمية، خلال الخمسين سنة الماضية، قد عتمت بشكل أو بآخر على إبداعه في مجال الأفلام الوثائقية والقصيرة التي صنعها بكثير من الحب والشغف.
سافر إلى براغ لدراسة الفيزياء النووية فاكتشف السينما من خلال دور كومبارس في إحدى الأفلام التشيكية.

## سيرته المهنية
- درس السينما على حسابه الخاص في تشيكوسلوفاكيا. حيث حاز على ماجستير في الإخراج السينمائي والتلفزيوني في معهد السينما بمدينة براغ.
- قام بتدريس مادة الإخراج السينمائي والسيناريو لدى العديد من الجامعات ومن بينها جامعة السينما في أوستن - تكساس و جامعة السينما في لوس أنجلوس - كاليفورنيا.

## أعماله
وصل عدد أفلامه إلى حوالي 150 بين أفلام روائية طويلة وقصيرة و أفلام تجريبية وتسجيلية.

### في السينما
- أفلام طويلة
  - المخاض أحد أفلام ثلاثية رجال تحت الشمس، عام 1970 بطولة خالد تاجا ويوسف حنا (إخراج وسيناريو)
  - الفهد، عام 1972 بطولة أديب قدورة (إخراج وسيناريو وحوار)
  - بقايا صور، عام 1973 بطولة أديب قدورة (إخراج)
  - غوار جيمس بوند، عام 1974 بطولة دريد لحام و نهاد قلعي (إخراج)
  - السيد التقدمي، عام 1974 بطولة عبد الرحمن آل رشي (إخراج وسيناريو وحوار)
  - العندليب، عام 1975 بطولة دريد لحام و نهاد قلعي (إخراج)
  - الكومبارس، عام 1993 بطولة بسام كوسا (إخراج وسيناريو وحوار)
- أفلام قصيرة
  - إكليل شوك عام 1968
  - ايقاع دمشقي
  - نابالم
  - الدائرة
  - النافذة
  - الصخر

### في التلفزيون
- مسلسل حكايا وخفايا 2005، (قصة وسيناريو وحوار) من إخراج: فراس دهني

## جوائز وتكريم
- حاز فيلم الفهد على جائزة لجنة التحكيم في مهرجان دمشق الدولي لسينما الشباب 1972
- في عام 2005 اختير فيلم الفهد كواحد من الأفلام الخالدة في تاريخ السينما في مهرجان بوزان السينمائي الدولي العاشر في كوريا الجنوبية.
- نال فيلمه الكومبارس جائزة أحسن إخراج من مهرجان القاهرة وجائزتي التمثيل من مهرجان السينما العربية في باريس، أحسن سيناريو من مهرجان فالنسيا وفضية مهرجان ريميني.
- تكريم من قبل مهرجان دبي السينمائي الدولي دورة 2006 تقديراً لإسهامه في عالم الفن السابع، وما قدمه من جهد لتطوير صناعة السينما.

قصد أوروبا التي عاش فيها سنوات، إلى أن عمل في منظمة الـ«يونسكو»عاد إلى سوريا عندما تأسست المؤسسة العامة للسينما، كان القائمون عليها يبحثون عن مخرجين متمرسين،

## روابط خارجية
- نبيل المالح على موقع IMDb (الإنجليزية)
- نبيل المالح على موقع قاعدة بيانات الأفلام العربية
- نبيل المالح على موقع ألو سيني (الفرنسية)
- نبيل المالح على موقع قاعدة بيانات الفيلم (الإنجليزية)
- نبيل المالح على موقع كينوبويسك (الروسية)

## وصلة خارجية
- قائمة أعلام السوريين.
- نبيل المالح على قاعدة بيانات الأفلام العربية